# Marcelle Maurette
Pour les articles homonymes, voir Maurette.
Marcelle Maurette est une femme de lettres, dramaturge et scénariste française, née le 14 novembre 1903 à Toulouse et morte le 24 octobre 1972  dans le 16e arrondissement de Paris. Sa pièce Anastasia (1955), adaptée au cinéma, lui a valu une renommée internationale. Beaucoup de ses œuvres mettent en scène des héroïnes historiques ou fictives au destin tragique. Elle reçut de nombreux prix au cours de sa carrière et obtint la Légion d'honneur pour l'ensemble de son œuvre dramatique.

## Biographie
Marcelle Maurette, Marcelle Marie Joséphine Maurette de son nom complet, est la fille de Guillaumette Marie-Louise Donbernard et du général Georges Maurette. Elle est également l'arrière-petite-nièce du peintre Ingres. Elle étudie chez les Dominicaines du Saint-Nom de Jésus, à Toulouse, au cours Bouchut, à Paris, et au couvent des Filles de Notre-Dame, à Limoges. 
Elle écrit ses premières œuvres à l'adolescence : des nouvelles, des articles et des poèmes, pour lesquels elle obtient plusieurs prix. En 1931, elle épouse le comte Yves de Becdelièvre (petit-fils de Vincent d'Indy), qui lui consacrera un livre après sa mort : Marcelle Maurette, ma femme : journal de sa vie, 1903-1972. 
Dans les années 1930, alors que son travail de dramaturge est en plein essor, de plus en plus d'auteurs de théâtre se font connaître et voient leurs pièces représentées sur les scènes parisiennes. Marcelle Maurette fait partie d'un courant qui prend ses distances avec les pièces « littéraires » pour se rapprocher d'une plus grande théâtralité. Elle est soutenue en cela par le metteur en scène Gaston Baty, qui rejette également le théâtre littéraire ainsi que le naturalisme. Il met en scène quatre de ses pièces : Madame Capet, Manon Lescaut, Marie Stuart et Neiges.
À partir de 1937, Marcelle Maurette se concentre sur l'écriture dramatique et en 1942, elle cesse ses activités de journaliste et critique pour débuter en tant que scénariste.
Le pic de sa carrière survient dans les années 1950, à la suite de sa création d'Anastasia. La pièce tourne dans six pays européens, et aux États-Unis. Une traduction/adaptation anglaise de Guy Bolton (1952) est mise en scène en Angleterre par Mary Kerridge et John Counsell puis diffusée à la télévision en 1953. Vivien Leigh, qui découvre la pièce à cette occasion, conseille à son mari Laurence Olivier de la produire à Londres, au théâtre St. James. Elle est montée à New York au Lyceum au début de l'année 1955. En 1956, la pièce est présentée au Falmouth Playhouse, dans le Massachusetts, avec l'actrice mexicaine Dolores del Río dans le rôle-titre. La tournée se poursuit dans sept autres théâtres en Nouvelle-Angleterre. En concurrence avec la Warner et la Metro Goldwyn Mayer, la 20th Century Fox finit par obtenir les droits, estimés à plus de £20 000, pour l'adaptation cinématographique d'Anastasia, en 1956, par Anatole Litvak, avec Ingrid Bergman et Yul Brynner.
D'autres pièces de Marcelle Maurette sont représentées avec succès dans des pays anglo-saxons : Madame Capet au Cort Theatre, à New York en 1938 ; Thérèse Raquin au Edinburgh Royal Lyceum Theatre et au London Winter Garden Theatre en 1955 ; Inquiry at Lisieux (Procès de sainte Thérèse de l'Enfant Jésus) au Dublin Theatre Festival en 1963.
Elle écrit plusieurs scénarios pour le cinéma et la télévision, dont L'Étrange Madame X de Jean Grémillon et De Mayerling à Sarajevo de Max Ophüls, ainsi que des pièces radiophoniques.

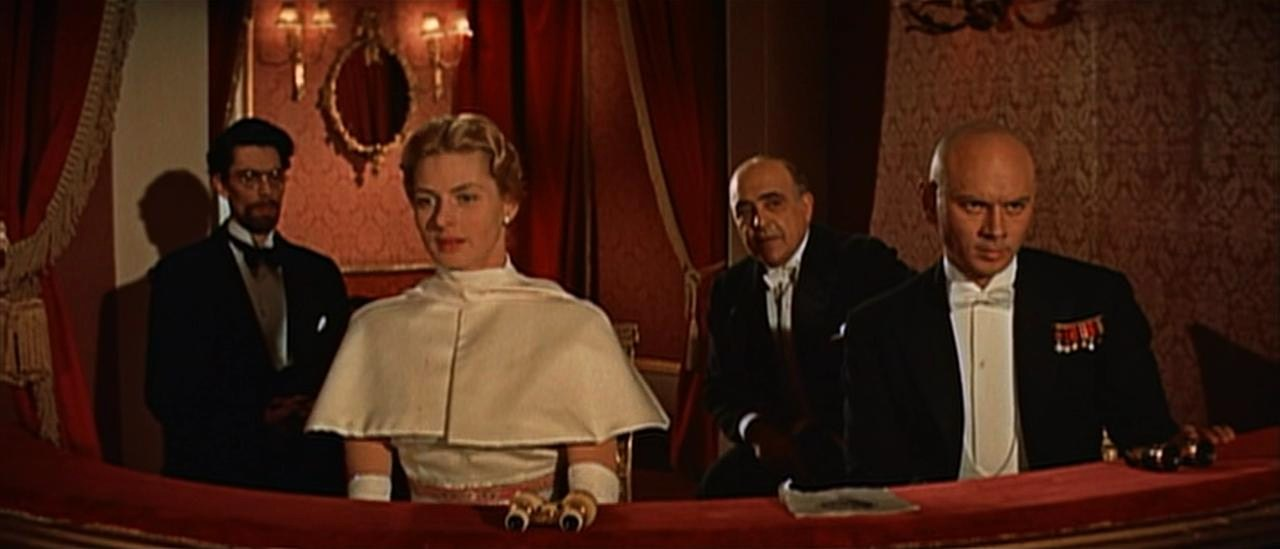
Anastasia, adaptation cinématographique de la pièce de Marcelle Maurette. Film d'Anton Litvak, avec Ingrid Bergman et Yul Brynner.

En 1960, elle apparaît dans le court-métrage Le Rondon d'André Berthomieu.
Morte le 24 octobre 1972, elle repose au cimetière de Guémené-Penfao à côté de son mari qui était originaire de ce lieu. Une bibliothèque à Guémené-Penfao porte désormais son nom : la médiathèque Marcelle-Maurette.
La Bibliothèque nationale de France possède un fonds Marcelle-Maurette archivant les manuscrits d'une trentaine de pièces de théâtre de l'auteur.

## Prix et récompenses
Dès 1930, elle obtient le prix Comoedia pour sa pièce Printemps.
En 1950, Marcelle Maurette est faite chevalier de la Légion d'honneur, puis en 1964 est élevée au grade d'officier, pour son œuvre dramatique. Elle est aussi promue commandeur des Arts et des Lettres.
L'Académie française lui décerne le prix Thiers en 1952 et le prix Paul-Flat en 1962. 
Elle était membre de plusieurs cercles prestigieux : la Société des auteurs et compositeurs dramatiques, la Société des gens de lettres, la Société des poètes français et l'Académie des Jeux floraux de Toulouse. Elle était également membre du conseil d'administration de l'ORTF.

## Œuvres
- 1951 : La Vie Privée de Madame de Pompadour, éditions Hachette
- 1963 : Le Procès de Sainte Thérèse de l'Enfant Jésus, éditions du Cerf
- 1967 : Guillaume le conquérant la vie quotidienne des médecins au temps de Molière la révolution française
- 1972 : La Vraie Dame aux Camélias ou l'Amoureuse sans amour, éditions Rencontre

Dramaturge
- 1919 : Manon Lescaut, en 3 parties et 8 tableaux, d'après l'abbé Prévost, Paris, Fayard, 1919 ; rééd. dans les Œuvres libres, n° 222, janv. 1940 (Fayard) et Paris, Albin Michel, 1948. Pièce créée au théâtre Montparnasse-Gaston Baty le 1er février 1939, par Gaston Baty.
- 1928 : La Bague au doigt, comédie en 1 acte en prose, créée au Théâtre Michel (Discobole), le 23 décembre 1928 et le 31 mai 1929
- 1929 : Tragédiante, comédie dramatique en 3 actes et en vers, créée au Théâtre de l'Avenue le 20 décembre 1929
- 1929 : Pierrot mourant, pièce en 1 acte et en vers, créée au Théâtre Michel (Discobole), le 31 mai 1929
- 1930 : Printemps, comédie en 1 acte et en prose, Prix Comoedia 1930 (concours de la pièce en 1 acte). Paris, éd. Andieu frères, 1931 ; rééd. dans Mois Théâtral, n°245, mai 1955 et L'Avant-scène Théâtre n° 228, 1960. Pièce créée le 1er avril 1931 au Théâtre de l'Odéon.

- 1932 : Carte postale, comédie en 1 acte et en vers, créée à Paris, au Théâtre de l'Avenue, le 21 décembre 1932
- 1934 : Bellérophon, drame en 3 actes et en vers, créée à Paris, au Théâtre de l'Odéon (par la cie Théâtre Aide et Protection), le 4 juin 1934
- 1934 : Celle qui revient, conte fantastique, en 2 actes, créé à Paris, au Grand-Guignol, le 26 novembre 1934
- 1935 : Retour, comédie en 1 acte, diffusée sur Radio Paris, le 30 juin 1935
- 1936 : Normandie, pièce en 1 acte, Paris, éd. Théâtrale Andieu frères, 1938. Diffusée sur Radio Bordeaux Lafayette, le 8 janvier 1936
- 1937 : La Tragique Expérience, drame en 2 actes, créé à Meudon, au Rex Palace, le 4 mars 1937
- 1937 : Madame Capet, pièce en 3 actes et 10 tableaux, publiée en 1938 dans La Petite Illustration n°865, Théâtre n° 433 (2 avril 1938), Paris, Albin Michel ; rééd. dans Paris-Théâtre n° 40, sept. 1950. Pièce créée au théâtre Montparnasse le 21 décembre 1937, dans une mise en scène de Gaston Baty
- 1938 : La Tour d'amour, conte gothique en 2 actes, adapté d'une nouvelle de Rachilde, créé à Paris, au Grand-Guignol, le 11 janvier 1938.
- 1939-1940 : La Chambre vide, comédie en 1 acte, Dans un vitrail, comédie, La Première Esther, comédie, diffusées sur Radio Paris
- 1940 : Le Roi Christine, pièce en 3 actes et 8 tableaux, Paris, Billaudot, 1944 ; rééd. Paris, Albin Michel, 1945. Diffusée à la radio le 14 avril 1940. Pièce créée au théâtre Édouard VII le 3 mars 1944, suivi de La Servante, mystère en trois parties et dix tableaux
- 1940 : Mon petit acte, pièce en 1 acte, Paris, Théâtre Pigalle, 12 octobre 1940
- 1941 : Marie Stuart, drame en 2 parties, Paris, Albin Michel, 1941. Pièce créée à Paris, au Théâtre Montparnasse le 22 octobre 1941, mise en scène par Gaston Baty
- 1942 : Le Soleil se couche, pièce en 1 acte, créée à Paris, Théâtre de l'A.B.C., le 6 mars 1942
- 1942 : J'aime, comédie en 1 acte, diffusée à la Radio nationale le 1er juin 1942, créée à Paris, au Théâtre Edouard VII, le 6 juin 1946
- 1943 : A mi voix, monodrame, créé à Paris, aux Bouffes-Parisiens, le 3 mai 1943
- 1943 : La Servante, mystère en 3 actes et 10 tableaux, publié avec Le Roi Christine, Paris, Albin Michel, 1945. Diffusée sur la Radio Nationale le 10 mai 1943, et jouée au théâtre Édouard VII le 3 mars 1944, à la suite de Le Roi Christine.
- 1943 : Pantinade, pièce diffusée sur la Radio Nationale le 13 octobre 1943 et représentée au Studio Féminin.
- 1944 : Et maintenant, Madame Capet, à-propos en 1 acte, créé à Paris, aux Gobelins, le 5 août 1944
- 1945 : Le Monstre ou L'Étreinte sanglante, drame en 1 acte, créé à Paris, au Grand Guignol, le 24 octobre 1945
- 1947 : Eugénie impératrice, pièce en 3 actes, créée à Paris, au Théâtre Renaissance, le 6 février 1947
- 1947 : Thérèse Raquin, pièce en 3 actes et 12 tableaux, adaptée de l'œuvre d'Émile Zola, publiée dans France illustration, n° 21, le 15 octobre 1948. Pièce créée à Rio de Janeiro le 30 juin 1947, puis à Paris au Théâtre du Gymnase par la compagnie Marie Bell le 15 octobre 1948 (ou 10 mars selon les sources)
- 1949 : Le Roi de cœur, pièce en trois parties et 12 tableaux, adaptée de la nouvelle d'A. Dupuy Mazuël, publiée dans Œuvres libres, n°267, 15 octobre 1949, diffusée sur Radio Bruxelles le 12 janvier 1956.
- 1949 : Neiges, pièce en 3 actes de Marcelle Maurette et Georgette Paul, publiée dans France -Illustration, n°50, le 14 janvier 1950, et chez Paris-Théâtre, n° 40, sept. 1950. Créée à Paris, au Théâtre Montparnasse-Gaston Baty, le 12 octobre 1949, dans une mise en scène de Gaston Baty.
- 1950 : Adoraçion, comédie en 3 actes, créée à Bruxelles au Théâtre Royal du Parc, le 31 janvier 1950
- 1950 : Anna Karénine, pièce en 3 actes et 16 tableaux, adaptée de la nouvelle de Tolstoï, Paris, Albin Michel, 1950. Créée au Grand Théâtre de Genève et reçue à la Comédie-Française.
- 1952 : La Douloureuse passion de Notre Seigneur Jésus-Christ, vue et entendue par Anne-Catherine Emmerich, représentée dans diverses églises à Paris et région parisienne. Diffusée sur Paris Inter, le 11 avril 1952 et à la Télévision française le 29 décembre 1969.
- 1954 : L'Affaire Lafarge, pièce en 2 actes, publiée dans France Illustration n° 163, sept. 1954. Diffusée à la Télévision française le 29 mai 1954 et sur Radio Luxembourg le 20 avril 1961.
- 1955 : Anastasia, féerie en 3 actes, publiée chez Paris-Théâtre n°106 et dans Œuvres libres n°344 en mars 1956. Rééd. Paris, Buchet Chastel, 1957. Créée avec Juliette Gréco dans le rôle principal au théâtre Antoine le 8 novembre 1955.
- 1961 : Procès de sainte Thérèse de l'Enfant Jésus, Paris, Ed. du Cerf, 1963. Diffusée à la Télévision française le 30 sept. 1961.
- 1962 : La Nuit de feu, pièce en 1 acte, Prix de l'Académie française, publiée chez Avant-Scène Théâtre, n°304, 1er fév. 1964. Créée dans une mise en scène d'Henri Doublier, avec Georges Descrières à Paris, Port-Royal des Champs, le 12 juin 1962.
- 1966 : Laurette ou l'Amour voleur, comédie en 3 actes écrite avec Marc-Gilbert Sauvajon, créée dans une mise en scène de Pierre Fresnay, à Paris, au Théâtre de la Michodière, le 3 octobre 1966
- 1971 : La Possédée, pièce en 3 actes, Paris, Ed. du Dauphin, 1972. Diffusée à la Télévision française le 13 mars 1971.
- 1978 : Rayons de gloire, incluant La Nuit de feu et trois pièces pour la radio, Paris, éditions Tequi, 1978.
- date inconnue : Celles qui n'ont que leur cœur, pièce en 1 acte [SACD ms. 3016].

Scénariste
- 1940 : De Mayerling à Sarajevo de Max Ophüls
- 1943 : Mermoz de Louis Cuny
- 1946 : Étrange Destin de Louis Cuny
- 1951 : L'Étrange Madame X de Jean Grémillon
- 1953 : Anastasia (téléfilm dans la série britannique BBC Sunday-Night Theatre), d'après son œuvre
- 1956 : Anastasia de Anatole Litvak, d'après son œuvre
- 1961 : Anna Karénine, téléfilm de Rudolph Cartier
- 1961 : Le Procès de Sainte-Thérèse de l'enfant Jésus réalisé par Guy Lessertisseur
- 1964 : La Nuit de feu, téléfilm de Georges Folgoas
- 1967 : L'Affaire Lourdes téléfilm de Marcel Bluwal
- 1967 : Il processo di Santa Teresa del bambino Gesù, téléfilm de Vittorio Cottafavi
- 1970 : Thérèse d'Avila téléfilm de Jeannette Hubert
- 1970 : La Possédée, téléfilm de Éric Le Hung
- 1972 : L'Image de Jeannette Hubert
- 1973 : Laurette ou l'Amour voleur, épisode réalisé par Georges Folgoas, dans le cadre de l'émission Au théâtre ce soir
- 1997 : Anastasia de Don Bluth et Gary Goldman d'après son œuvre